# シャンゼリゼ＝クレマンソー駅
シャンゼリゼ＝クレマンソー駅（シャンゼリゼ＝クレマンソーえき、Champs-Élysées - Clemenceau）は、フランス・パリ8区にあるパリメトロの駅。
駅名は東西に走るシャンゼリゼ通りと、駅のあるクレマンソー広場（元首相ジョルジュ・クレマンソーにちなむ命名）からとられている。

## 利用可能な鉄道路線
- パリメトロ
  - 1号線
  - 13号線

## 駅周辺
- シャンゼリゼ通り
- グラン・パレ
- プティ・パレ
- エリゼ宮殿（大統領官邸）

## 歴史
- 1900年7月19日、1号線ポルト・マイヨ駅 - ポルト・ド・ヴァンセンヌ駅間開通に伴い、シャンゼリゼ駅（Champs-Élysées）として開業。
- 1931年5月20日、シャンゼリゼ＝クレマンソー駅と改称。
- 1975年2月18日、13号線ミロメニル駅 - シャンゼリゼ＝クレマンソー駅間延伸に伴い、13号線の乗り入れ開始。
- 2018年7月16日、2018 FIFAワールドカップでサッカーフランス代表が優勝したことを記念して、代表が帰国したこの日限定で、代表監督のディディエ・デシャンにあやかり駅名を「デシャンゼリゼ=クレマンソー」（Deschamps-Élysées Clemenceau）に変更[1][2]。

## 隣の駅
パリメトロ
■1号線
フランクラン・D・ルーズヴェルト駅（Franklin D. Roosevelt） - シャンゼリゼ＝クレマンソー駅 - コンコルド駅（Concorde）
■13号線
ミロメニル駅（Miromesnil） - シャンゼリゼ＝クレマンソー駅 - アンヴァリッド駅（Invalides）